# Götzenite
La götzenite è un minerale.